# Harréjávri
Harréjávri är en sjö i Finland. Den ligger i kommunen Enontekis i landskapet Lappland, i den norra delen av landet, 1 000 km norr om huvudstaden Helsingfors. Harréjávri ligger 654,3 meter över havet. Omgivningarna runt Harréjávri är i huvudsak ett öppet busklandskap. Arean är 27,9 hektar och strandlinjen är 3,38 kilometer lång. Sjön  ingår i Torne älvs huvudavrinningsområde. 